# 야만

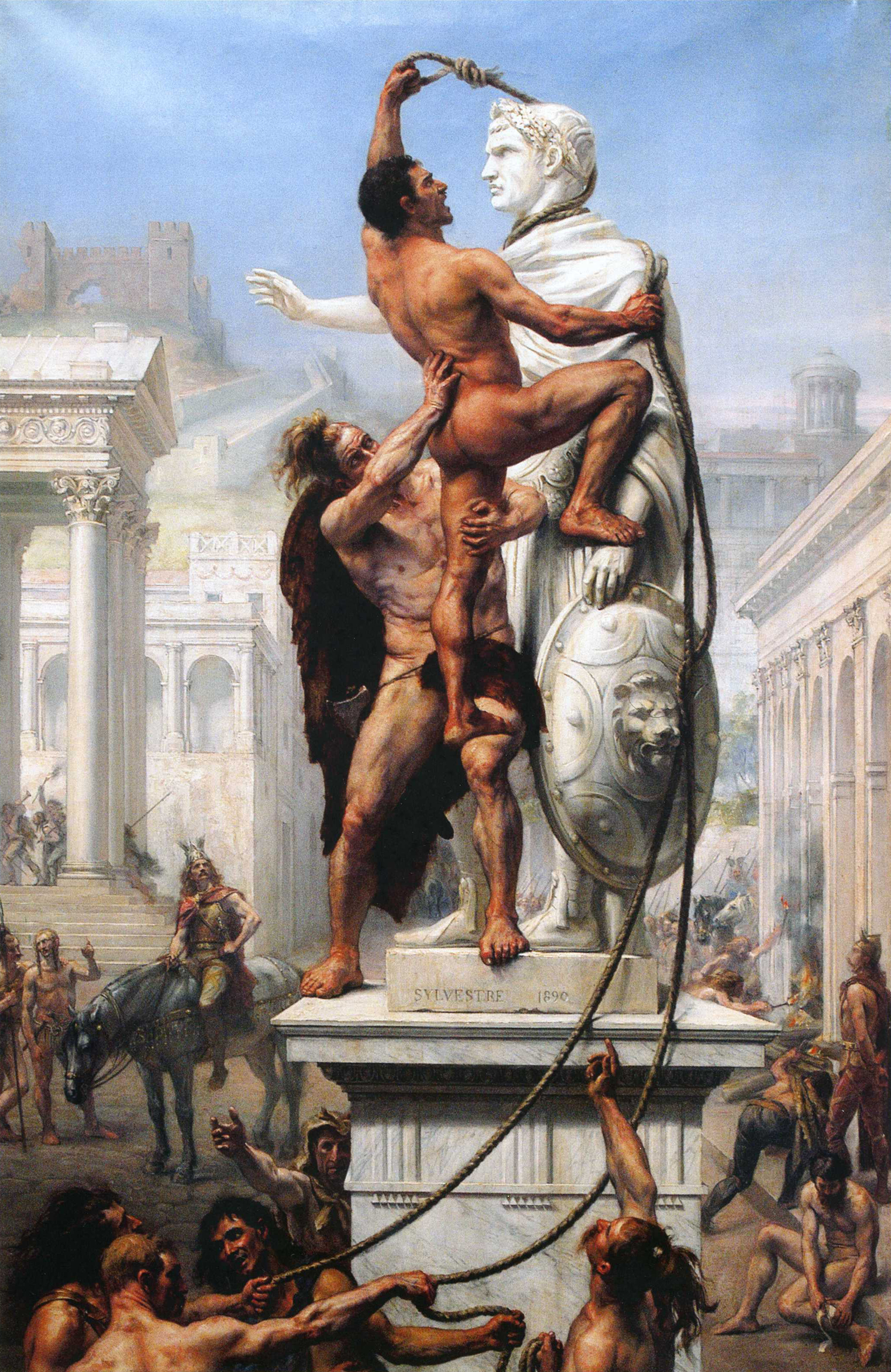

야만(野蠻)이란 문화권 국가에서 본국보다 문화가 뒤떨어진 후진 문명에 있는 종족을 의미한다. 그러나 오늘날에 와서는 국가마다 틀이 완성되고 각 국가마다 빠르게 연결되었기 때문에 그런 풍습이 사라졌다. 학계에서는 '오랑캐'라는 어휘는 속어이기 때문에 미개민족이라고 순화하는 것이 옳다고 보고 있다.

## 아시아의 야만족

### 인도
베다 시대 고대 인도에서는 인도아리아인 이전의 토착민들을 야만인으로 여겼으며 이들 야만인들을 불가촉천민으로 분류하였다.

### 중국
예부터 중국(中國)이나 중원(中原)에서 이루워진 중화사상으로 사방에 있는 부족을 동이(東夷) · 서융(西戎) · 남만(南蠻) · 북적(北狄)이라 칭하며 낮춰 불렀다.
북적은 흉노족, 몽골족이고, 동이는 여진족(만주족), 거란족, 예맥족(한국), 왜(일본)를 의미하며 남만은 베트남(남월), 부난, 오, 월이고 (근세 이후에는 포르투갈, 스페인도 포함된다.), 서융은 토번, 위구르이다.

### 한국
현재는 랴오닝성(遼寧省, 요동성)의 우량하(牛梁河)라 불리는 지역에 살았던 올량합(兀良哈)과 알도리(斡都里, 혹은 오도리) 등 야인들을 지칭하는 말로 '오랑캐'가 있었다. 한국 등 기록에서는 삼국시대부터 이런 사상이 중심사상으로 자리잡은 것으로 알려져 있다.
알랑개(斡郞改), 올량합(兀良哈, 오랑캐) 혹은 올적합(兀狄哈, 우디캐)은 여진족의 한 부족(部族)으로 원래 우수리강(江) 지류인 무링허(穆陵河) 유역에서 산 듯하다. 그러나 고려 말 두만강지역으로 이주해서 그 곳을 중심으로 간도(間島)나 함경도 무산군 지역, 압록강 상류에 모여 살았다고 기록돼 있다. 이들은 원래 몽골족으로 헨티와 흥안령 산맥 등에 살던 삼림종족 오리양히(Oriyanghai)에서 유래했다고도 한다. 그래서 당초 '오랑캐'란 어휘는 선비족, 거란족, 여진족, 몽골족 등을 뜻하였다. 동북방 두만강 유역에 살던 부족만을 가리킬 때는 “되” 또는 “되놈”이라고 하였는데, 오늘날 중국인을 멸시하는 표현의 원형이다.

### 일본
일본의 동북방에 사는 이들을 “에조”라 불렀고, 서양인을 남만인 또는 만인으로 칭하였다.

## 유럽에서의 야만족
서양에서는 그리스, 로마에서 자신보다 뒤떨어진 종족을 오랑캐라 하였다. 발칸반도 북쪽에 있는 오랑캐를 트라케 바바리안이라 일컫고 북쪽 게르만족을 바바리안이라 일컬었다. 처음부터 '바바리안'이라는 이름이 멸칭은 아니었다. 그리스 도시국가들이 세워지고 식민지가 생기며 무역이 활성화되자 그리스인들은 언어와 종족이 다른 민족들을 만나게 되었다. 처음에는 그들을 '바바리안'이라고 불렀다. 멸칭이 된 것은 나중의 일이다.

## 같이 보기
- 몽골족
- 여진족
- 거란족
- 탕구트족
- 게르만족
- 바이킹족
- 중화사상